# Ilema petrilinnaea
Ilema petrilinnaea är en fjärilsart som beskrevs av Felix Bryk 1935. Ilema petrilinnaea ingår i släktet Ilema och familjen tofsspinnare. Inga underarter finns listade i Catalogue of Life.